# 2009年8月英國

## 8月31日
- 財相戴理德在《衛報》撰文，內文對英國經濟前景恢復信心，認為經濟可望在年底隨環球經濟由低谷反彈，此外，他又承諾政府會花盡可用的金錢去保障市民就業。BBC （页面存档备份，存于）
- 繼續有接近政府消息人士向《泰晤士報》披露，前司法大臣施仲宏並非一手要求蘇格蘭當局釋放洛克比空難主犯，背後是英國政府內部的集體決定，暗示英揆白高敦可能參與其中，不過施仲宏繼續對揣測作出否認。泰晤士報 （页面存档备份，存于）

## 8月30日
- 《星期日泰晤士報》披露政府文件，指早在2007年12月時，時任司法大臣施仲宏已致函要求蘇格蘭政府將洛克比空難主犯列入囚犯引渡名單之內，以換取英國石油與利比亞達成石油開發協議。施仲宏作出否認，並重申有關決定完全是蘇格蘭當局選擇。泰晤士報 （页面存档备份，存于）、BBC （页面存档备份，存于）
- 英揆白高敦出訪阿富汗，探訪當地英軍。他承諾會加強保護英軍免受路邊炸彈襲擊，以及提供更好的軍備。另外，他又表示會在2010年11月前訓練多50,000名阿富汗士兵，以減輕英軍負擔。BBC （页面存档备份，存于）

## 8月29日
- 早前獲釋的洛克比空難主犯阿卜杜拉·巴塞特·阿里·邁格拉希在的黎波里接受蘇格蘭報章訪問，支持英國政府應就空難展開公開聆訊，認為這樣可為死難者家屬查出真相，同時證明自己清白。BBC （页面存档备份，存于）
- 《泰晤士報》披露蘇格蘭當局釋放洛克比空難主犯的決定，違反英政府向美國政府許下的承諾。有關消息指已故外相郭偉邦在1999年曾向美國國務卿馬德琳·奧爾布賴特承諾，指任何因洛克比空難獲判罪的人士都要在蘇格蘭服完所有刑期。泰晤士報 （页面存档备份，存于）
- 冰島國會通過一頂具爭議性的法案，讓政府代多間早前倒閉的銀行向英國及荷蘭政府分期償還債務，總額超過30億英鎊。這些債務都是早前英、荷政府代破產銀行向受影響客戶退還存款而欠下的。冰島國內不少輿論猛烈批評有關法案，指政府無責任動用公帑代私人公司償還款項。BBC （页面存档备份，存于）
- 著名大提琴演奏家馬友友將在9月11日為倫敦的逍遙音樂會演出。泰晤士報[]

## 8月28日
- 土地註冊處最新數字顯示英格蘭及威爾斯7月整體樓價較6月上升1.7%，是自2004年7月以來錄得的最大升幅。BBC （页面存档备份，存于）
- 新任陸軍總參謀長大衛·理查茲爵士今日履新，他承諾英軍會繼續履行在阿富汗的任務。BBC （页面存档备份，存于）

## 8月27日
- 英格蘭、威爾斯及北愛爾蘭的GCSE放榜，21.6%考生考獲「A*」或「A」級成績，另外67.1%考生考獲「A*」至「C」級成績，是自1988年以來連續第21年上升。今年GCSE考試入面，男生在數學科的表現較女生好，是少數男生表現較優秀的科目，英文科整體成績則錄得輕微倒退。BBC （页面存档备份，存于）、泰晤士報[]
- 國家統計辦公室最新數字顯示，英國總人口在2008年上升408,000人，突破6,100萬大關，升至6,140萬。BBC （页面存档备份，存于）

## 8月26日
- 網鐵（Network Rail）公佈計劃興建新高速鐵路連接蘇格蘭及倫敦，如果方案獲得批准，公司預期鐵路可在2030年完工，屆時往返格拉斯哥及倫敦每程只需兩小時十六分鐘，有關鐵路計劃亦會途徑及伸延至愛丁堡、利物浦、曼徹斯特及伯明翰等地。BBC （页面存档备份，存于）
- 第十八代德文伯爵委託蘇富比拍賣家族約130件收藏品，希望籌得足夠維修費用保養位於埃克塞特的家族宅第波德漢姆城堡。每日電訊報
- 英揆白高敦對已故美國總統約翰·甘迺迪胞弟，參議員愛德華·甘迺迪的逝世致哀，並表揚他生前對弱勢社群的支持。BBC （页面存档备份，存于）

## 8月25日
- 英揆白高敦在唐寧街10號接見到訪的以色列總理內塔尼亞胡，消息指白高敦會在之後的記者會就洛克比空難主犯獲釋一事公開表態。BBC （页面存档备份，存于）、BBC （页面存档备份，存于）
- 消息指政府計劃加大力度打擊網上侵權行為，以保障版權持有人，日後在網上非法分享檔案，網絡戶口有機會被中止。BBC （页面存档备份，存于）

## 8月24日
- 平等及人權委員會批評極右政黨英國國家黨以種族限制黨籍為違法，正對該黨展開法律行動。BBC （页面存档备份，存于）
- 英揆白高敦透過發言人表示釋放洛克比空難主犯並不代表決定鼓動恐怖主義。BBC （页面存档备份，存于）

## 8月23日
- 蘇格蘭首席部長亞歷克斯·薩蒙德回應美國聯邦調查局長的評論，指釋放洛克比空難主犯回利比亞是「正確的決定」。BBC （页面存档备份，存于）
- 為緊縮開支，英國電信決定停辦每年舉行的畢業生招聘計劃。BBC （页面存档备份，存于）

## 8月22日
- 美國聯邦調查局長羅伯特·穆勒致函蘇格蘭政府，批評當局提早釋放1988年洛克比空難主犯，並謂有關決定是「對司法的嘲弄」。BBC （页面存档备份，存于）、BBC （页面存档备份，存于）
- 商務大臣文德森勳爵否認英國釋放洛克比空難主犯以換取與利比亞達成商貿協定，強調有關行動完全由蘇格蘭當局決定。泰晤士報[]

## 8月21日
- 對於洛克比空難主犯獲提早釋放遣返利比亞後，獲得當地盛大歡迎，英揆白高敦要求利比亞當局對此「敏感處理」，而原本計劃訪問的黎波里的約克公爵就重新考慮有關的訪問計劃。泰晤士報[]、BBC （页面存档备份，存于）、BBC （页面存档备份，存于）
- 國防部證實再有兩名英兵在阿富汗遇上炸彈襲擊陣亡，令總陣亡人數由2001年至今進一步累積至206人。BBC （页面存档备份，存于）

## 8月20日
- 英國高級程度會考放榜，全國總體合格率連續27年上升，本年合格率比去年上升0.3%至97.5%，而取得「A級」的考生百分比亦由去年的25.9%上升至26.7%。合格率及優良率的進一步上升，令本土大學學額供應情況比去年更加緊張。泰晤士報[]、
- 因策劃1988年洛克比空難而正在服刑的阿卜杜拉·巴塞特·阿里·邁格拉希患上末期前列腺癌，獲蘇格蘭政府批准釋放出獄。邁格拉希當年在由倫敦飛往紐約的泛美航空客機放置炸彈，客機在蘇格蘭小鎮洛克比上空爆炸解體，270人罹難。邁格拉希在2001年被蘇格蘭法院被判入獄，美國政府對他獲釋表示「深切遺憾」。BBC （页面存档备份，存于）

## 8月19日
- 英倫銀行會議紀錄披露，行長金默文本月初原意向英國經濟體系注入更多資金，但因受同僚反對，結果才將注入金額由750億英鎊降至500億英鎊。BBC （页面存档备份，存于）
- 移民顧問委員會建議政府進一步改變現行的非歐盟技術移民計分制度，建議調高申請人的收入下限外，還要將有關的技術職位先在英國本土進行更長時間的招聘。BBC （页面存档备份，存于）

## 8月18日
- 英國錄得7月通漲水平維持於1.8%，比市場預期高出0.3%。BBC （页面存档备份，存于）
- 由於通漲維持低水平，幾乎一半的火車車資將會在2010年下調最多0.4%。BBC （页面存档备份，存于）

## 8月17日
- 有團體促請政府成立「高薪委員會」，管制及防止銀行高層繼續獲得鉅額薪酬。財相戴理德反對建議，但就批評銀行界內派發鉅額花紅的風氣。BBC （页面存档备份，存于）
- 國防部公佈7月共有94名駐阿富汗英兵遇襲受傷，比6月上升一倍，而自今英兵總陣亡人數亦上升至204人。國防大臣艾思和重申英國在當地的行動仍可取得勝利。BBC （页面存档备份，存于）

## 8月16日
- 再多兩名英兵在阿富汗執勤時陣亡，令英軍至今在當地的總死亡人數突破200大關至201人。BBC （页面存档备份，存于）、泰晤士報[]
- 財政部引述財相戴理德指，如果花紅的確對銀行體系構成「系統性風險」，他會考慮改變現時的花紅制度。BBC （页面存档备份，存于）

## 8月15日
- 大約數百名反法西斯聯盟支持者前往德比郡，在極右政黨英國國家黨舉辦的藝墟外示威，部份示威者被警方拘留。泰晤士報[]
- 國防部公佈三名上星期四在阿富汗殉職的英軍資料，各界致悼。BBC （页面存档备份，存于）

## 8月14日
- 一名美國白人優越主義者在希思羅機場被當局拒絕入境，他原定在本星期六到德比郡參加極右政黨英國國家黨的成立十周年紀念及藝墟。另外，反法西斯聯盟計劃動員支持者屆時到場示威。BBC[]
- 德比郡一名19歲青年在諾定咸皇室法庭承認去年11月在市內一所公園槍殺一名15歲青年。BBC （页面存档备份，存于）

## 8月13日
- 再有三名英兵在阿富汗赫爾曼德省執行任務時喪生，令英軍至今總死亡人數累積至199人。BBC （页面存档备份，存于）
- 最新數據顯示英格蘭非在學、非在培訓及正在失業的青年比率在本年第一季度上升至16%，這個數字過去在2001年至2008年一直維持在14%。BBC （页面存档备份，存于）

## 8月12日
- 英國4月至6月總失業人數上升22萬人至243萬5千人，亦令失業率升至7.8%，現時失業人數是自1995年以來的最高水平。
- 英倫銀行發表季度《通漲報告》，指英國距離經濟復甦還要走一段路，而任何可能在2010年出現的復甦跡象都會顯得「脆弱」。BBC （页面存档备份，存于）、通漲報告

## 8月11日
- 一艘近4,000噸的貨輪在英倫海峽失蹤，多國正展開搜索，不排除貨輪被海盜騎劫。泰晤士報[]
- 資深保守黨下院議員及前保守黨主席艾敬文宣佈因健康問題不會參與下屆大選。BBC （页面存档备份，存于）

## 8月10日
- 商務大臣文德森勳爵被指在英揆白高敦休假期間，理應代理職務，可是仍到希臘科孚島渡假，文德森返國後回應有關指控「完全荒謬」，並謂白高敦一直掌管決策事務，自己沒有署理。BBC （页面存档备份，存于）
- 軍情六處處長接受BBC訪問時表示，英國秘密情報部門並無在調查時進行拷問，亦無參與與拷問有關的活動。BBC （页面存档备份，存于）

## 8月9日
- 英格蘭羽毛球隊受恐怖份子恐嚇，決定退出在印度舉行的世界羽毛球錦標賽。BBC （页面存档备份，存于）
- 一名英籍承建商及其澳洲籍同伴在伊拉克巴格達遇害，兩名涉案英國人事後被伊拉克警方拘捕。BBC （页面存档备份，存于）

## 8月8日
- 新任陸軍總參謀長大衛·理查茲爵士表示，英國未來40年可能仍要對阿富汗承擔建國的義務。BBC （页面存档备份，存于）
- 退休金管制官大衛·諾格羅夫接受訪問時指，雖然政府早前計劃在2004年遂步立法將男女退休年齡由現時的65歲和60歲調升至68歲，但隨著實際情況變化，最終的法定退休年齡有進一步上調的可能。BBC （页面存档备份，存于）

## 8月7日
- 快將滿80歲但病重的郵車大盜朗尼·碧斯，獲司法大臣施仲宏恩准提早出獄。BBC （页面存档备份，存于）
- 政府佔七成股權的蘇格蘭皇家銀行公佈本年上半年度業績，薄賺1,500萬英鎊，公司對前境仍然悲觀。BBC （页面存档备份，存于）
- 皇家郵政員工因不滿待遇及現代化改革再度舉行罷工，工會計劃各地輪流罷工至下星期二。這是自2007年以來皇家郵政最大規模的罷工。BBC （页面存档备份，存于）

## 8月6日
- 英倫銀行再向經濟體系注入500億英鎊，令總注資額升至1,750億，比財相早前提出的1,500億多，出乎市場預期。BBC （页面存档备份，存于）
- 最新數據顯示英國本土汽車7月銷售量比上年同期上升2.4%，也是自去年4月以來首次錄得的升幅，有機構解釋車廠受惠於政府推出的換車計劃，帶動銷情。BBC （页面存档备份，存于）
- 伦敦格拉夫珠宝行大劫案，被抢珠宝价值超过四千万英镑。

## 8月5日
- 《每日電訊報》消息指新任下院議長約翰·貝爾考申領20,000英鎊裝修官邸，當中包括購買一個價值6,764鎊的沙發組合。BBC （页面存档备份，存于）
- 萊斯銀行集團公佈本年上半年業績虧蝕40億英鎊，萊斯解釋是因為該行自1月收購HBOS後，HBOS的壞帳總額急升所致。BBC （页面存档备份，存于）

## 8月4日
- 國有化的北岩銀行繼續錄得龐大虧損，2009年首六個月虧損7.242億英鎊，升幅達24%。BBC （页面存档备份，存于）
- 外相文禮彬承認英軍「可能不能完成伊拉克的任務」。泰晤士報[]

## 8月3日
- 受惠於投資銀行部門業務帶動，巴克萊銀行公佈上半年錄得29.8億英鎊稅前盈利，增長達8%，但增幅略低於市場預期。BBC （页面存档备份，存于）、泰晤士報[]
- 內政大臣莊翰生表示在新的移民計分制下，申請者可因不同原因加分，從而加快取得英國公民國籍，但政府亦會相應引入扣分機制。BBC （页面存档备份，存于）

## 8月2日
- 羅馬天主教會西敏大主教文生·尼古拉斯批評網上社交平台如Facebook和Myspace等等，窒礙年青人真正的社交生活，並導致近年自殺個案攀升。泰晤士報 （页面存档备份，存于）
- 星期日泰晤士報調查發現，上院保守黨議員華威的泰勒勳爵涉嫌以虛假地址申請議員房屋津貼，泰勒勳爵否認。泰晤士報[]

## 8月1日
- 下院內政事務委員會歡迎政府為非歐盟人士新擬定的「移民計分制度」，但對當局批發簽證需時過長的問題表示關注。BBC （页面存档备份，存于）
- 為改善大學畢業生就業情況，商業創新及技能部證實將會與大型海外實習機構合作，資助500個海外實習名額，對象以24歲以下家境清貧學生為主。BBC （页面存档备份，存于）
- 兩名23歲法律系畢業女生涉嫌在巴西旅遊期間詐騙，一度被巴西當局拘留後，獲法官准許保釋外出。BBC （页面存档备份，存于）

| 依月份排列新聞動態 |
| \| - 2014年英國：1月 - 2月 - 3月 - 4月 - 5月 - 6月 - 7月 - 8月 - 9月 - 10月 - 11月 - 12月 - 2013年英國：1月 - 2月 - 3月 - 4月 - 5月 - 6月 - 7月 - 8月 - 9月 - 10月 - 11月 - 12月 - 2012年英國：1月 - 2月 - 3月 - 4月 - 5月 - 6月 - 7月 - 8月 - 9月 - 10月 - 11月 - 12月 - 2011年英國：1月 - 2月 - 3月 - 4月 - 5月 - 6月 - 7月 - 8月 - 9月 - 10月 - 11月 - 12月 - 2010年英國：1月 - 2月 - 3月 - 4月 - 5月 - 6月 - 7月 - 8月 - 9月 - 10月 - 11月 - 12月 - 2009年英國：1月 - 2月 - 3月 - 4月 - 5月 - 6月 - 7月 - 8月 - 9月 - 10月 - 11月 - 12月 - 2008年英國：1月 - 2月 - 3月 - 4月 - 5月 - 6月 - 7月 - 8月 - 9月 - 10月 - 11月 - 12月 檢閱 \| |
| - 2014年英國：1月 - 2月 - 3月 - 4月 - 5月 - 6月 - 7月 - 8月 - 9月 - 10月 - 11月 - 12月 - 2013年英國：1月 - 2月 - 3月 - 4月 - 5月 - 6月 - 7月 - 8月 - 9月 - 10月 - 11月 - 12月 - 2012年英國：1月 - 2月 - 3月 - 4月 - 5月 - 6月 - 7月 - 8月 - 9月 - 10月 - 11月 - 12月 - 2011年英國：1月 - 2月 - 3月 - 4月 - 5月 - 6月 - 7月 - 8月 - 9月 - 10月 - 11月 - 12月 - 2010年英國：1月 - 2月 - 3月 - 4月 - 5月 - 6月 - 7月 - 8月 - 9月 - 10月 - 11月 - 12月 - 2009年英國：1月 - 2月 - 3月 - 4月 - 5月 - 6月 - 7月 - 8月 - 9月 - 10月 - 11月 - 12月 - 2008年英國：1月 - 2月 - 3月 - 4月 - 5月 - 6月 - 7月 - 8月 - 9月 - 10月 - 11月 - 12月 檢閱       |